# Live and Well
Live and Well är ett livealbum av Dolly Parton, släppt den 14 september 2004. Inspelningarna gjordes under hennes turné Halos & Horns Tour 2002, och den 12 och 13 december 2002. En DVD från konserten släpptes i samband med albumsläppet.

## Låtlista
1. "Orange Bloosom Special" (Rouse) – 1:42
2. "Train, Train" (Medlocke) - 2:32
3. "The Grass is Blue" (Parton) – 3:35
4. "Mountain Angel" (Parton) – 8:23
5. "Shine" (Roland) – 5:17
6. "Little Sparrow" (Parton) – 4:19
7. "Rocky Top" (Bryant, Bryant) – 2:55
8. "My Tennessee Home" (Parton) – 3:25
9. "Coat of Many Colors" (Parton) – 5:18
10. "Smokey Mountain Memories" (Parton) – 5:36
11. "Applejack" (Parton) - 4:33
12. "Marry Me"  (Parton) - 3:23
13. "Halos and Horns" (Parton) - 5:06
14. "I'm Gone"  (Parton) - 4:17
15. "Dagger Through the Heart"  (Parton) - 3:56
16. "If"  Gates - 4:08
17. "After the Gold Rush"  Young - 3:38
18. "9 to 5" Parton - 3:21
19. "Jolene"  (Parton) - 3:49
20. "A Cappella Medley: Islands in the Stream/Here You Come Again/Why'd ..."  (Carlisle, Gibb, Gibb, Gibb, Mann ...) - 6:08 (låtskrivare: Carlisle, Gibb, Gibb, Gibb, Mann, Parton, Thomas, Weil)
21. "We Irish"  (Parton) - 4:45
22. "Stairway to Heaven"  (Page, Plant) - 7:37
23. "I Will Always Love You"  (Parton) - 5:32

### Listplaceringar
| Lista (2004)           | Topplacering |
| ---------------------- | ------------ |
| Billboard 200 (USA)    | 161          |
| US Top Country Albums  | 22           |
| Top Independent Albums | 12           |